# Datum (geodæsi)
Et datum (flertal: data) er en reference ud fra hvilken et givent sæt målinger er lavet. Ordet bruges oftest i forbindelse med kartografi, kortprojektioner, landmåling og geodæsi, i hvilket fald et datum er et sæt af reference-punkter på Jordens overflade.
I nyere tid, specielt i forbindelse med GIS, er et datum ikke blot et sæt af reference-punkter men betegner også den matematiske model der er brugt til beregning af punkterne. I nogle tilfælde kan en sådan model bruges til at beregne vilkårlige sæt af reference-punkter. En sådan model omfatter som regel som minimum en definition af en ellipsoide der er en tilnærmelse af planeten Jordens form, samt evt. en kort-projektion og/eller et koordinat-system.
I Danmark arbejdes mest med EUREF89, der minder meget om det internationale WGS84 – begge er baseret på GRS80 ellipsoiden. GRS80 ellipsoiden har centrum i jordens massemidtpunkt og er derfor kompatibelt med GPS systemet der er satellit baseret (satellitterne kredser om Jordens massemidtpunkt).
Bemærk at Jorden ikke er en ægte ellipsoide – en mere præcis matematisk definition af Jordens form findes i den såkaldte geoide.